# ادگار (بازیکن فوتبال، زاده ۱۹۸۶)
ادگار (انگلیسی: Edgar؛ زادهٔ ۲۶ ژانویهٔ ۱۹۸۶) بازیکن فوتبال اهل برزیل است.